# 赵店乡
赵店乡，是中华人民共和国河南省南阳市内乡县下辖的一个乡镇级行政单位。

## 行政区划
赵店乡下辖以下地区：
范营村、岗堤村、红堰村、花凹村、聂岗村、袁寨村、赵店村、张庄村、郦城村、莲花村、杜沟村、大峪村、黄营村、长岭村和楼房村。